# Sports City Stadium
Das Sports City Stadium war ein geplantes, aber nie realisiertes Fußballstadion, das in der katarischen Hauptstadt Doha entstehen sollte. Es war als möglicher Austragungsort für die Fußball-Weltmeisterschaft 2022 vorgesehen und sollte 49.000 Zuschauer fassen. Im Jahr 2018 wurde die Anzahl der Stadien, die gebaut werden sollten, auf acht reduziert. Dazu wurden die Planungen die ab der Vergabe der WM 2022 im Jahr 2010 begonnen wurden, zum Sports City Stadium verworfen. Geplant wurde es vom Architekturbüro MEIS architects des Architekten Dan Meis. Heutzutage befindet sich auf dem Gelände des damaligen geplanten Stadions der Fußballplatz der Ihsaan School.